# 5018 Tenmu
5018 Tenmu este un asteroid din centura principală de asteroizi.

## Descriere
5018 Tenmu este un asteroid din centura principală de asteroizi. A fost descoperit pe 19 februarie 1977 la Kiso de Hiroki Kosai și Kiichiro Hurukawa. El prezintă o orbită caracterizată de o semiaxă mare de 2,16 ua, o excentricitate de 0,06 și o înclinație de 3,4° în raport cu ecliptica.